# Kość skrzydłowa

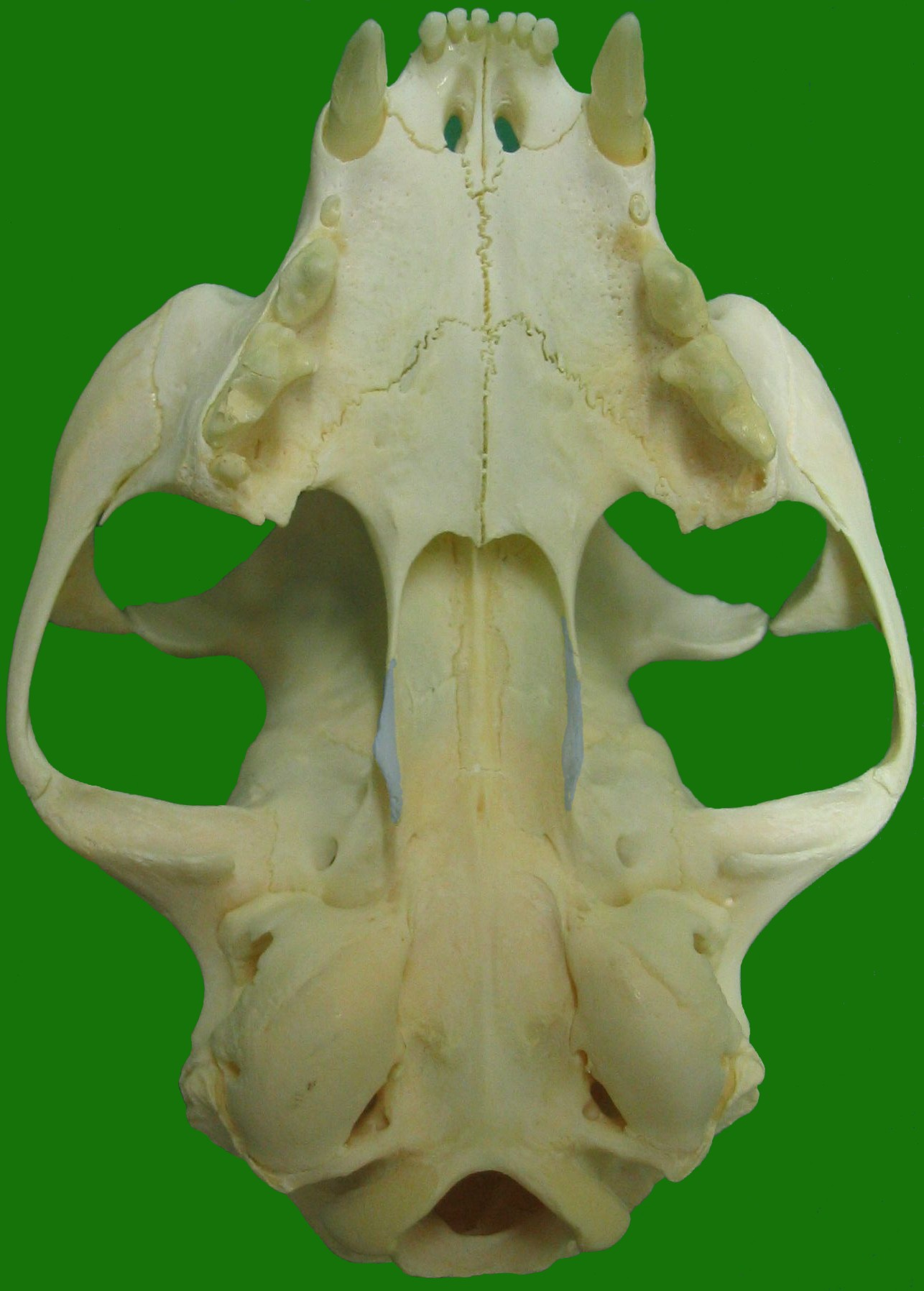
Widok na podstawę czaszki kota. Kość skrzydłową zaznaczono na niebiesko

Kość skrzydłowa (łac. os pterygoideum) – kość leżąca w mózgoczaszce.
Kość skrzydłowa leży po bocznej stronie nozdrzy tylnych. Osiąga niewielkie rozmiary. Znajduje się obok przylegającej doń blaszki pionowej kości podniebiennej oraz wyrostka skrzydłowatego kości podstawnoklinowej. Może się również łączyć z lemieszem, jak to ma miejsce u konia czy przeżuwaczy.
Kość ta to cienka blaszka kostna. U drapieżnych jest ona krótka, kształtem przypomina kwadrat. Posiada wydłużony wolny koniec zwany wyrostkiem skrzydłowatym (hamulus pterygoideus). U owcy czy konia wyrostek ten wystaje za podstawę czaszki.